# Neil David Levin

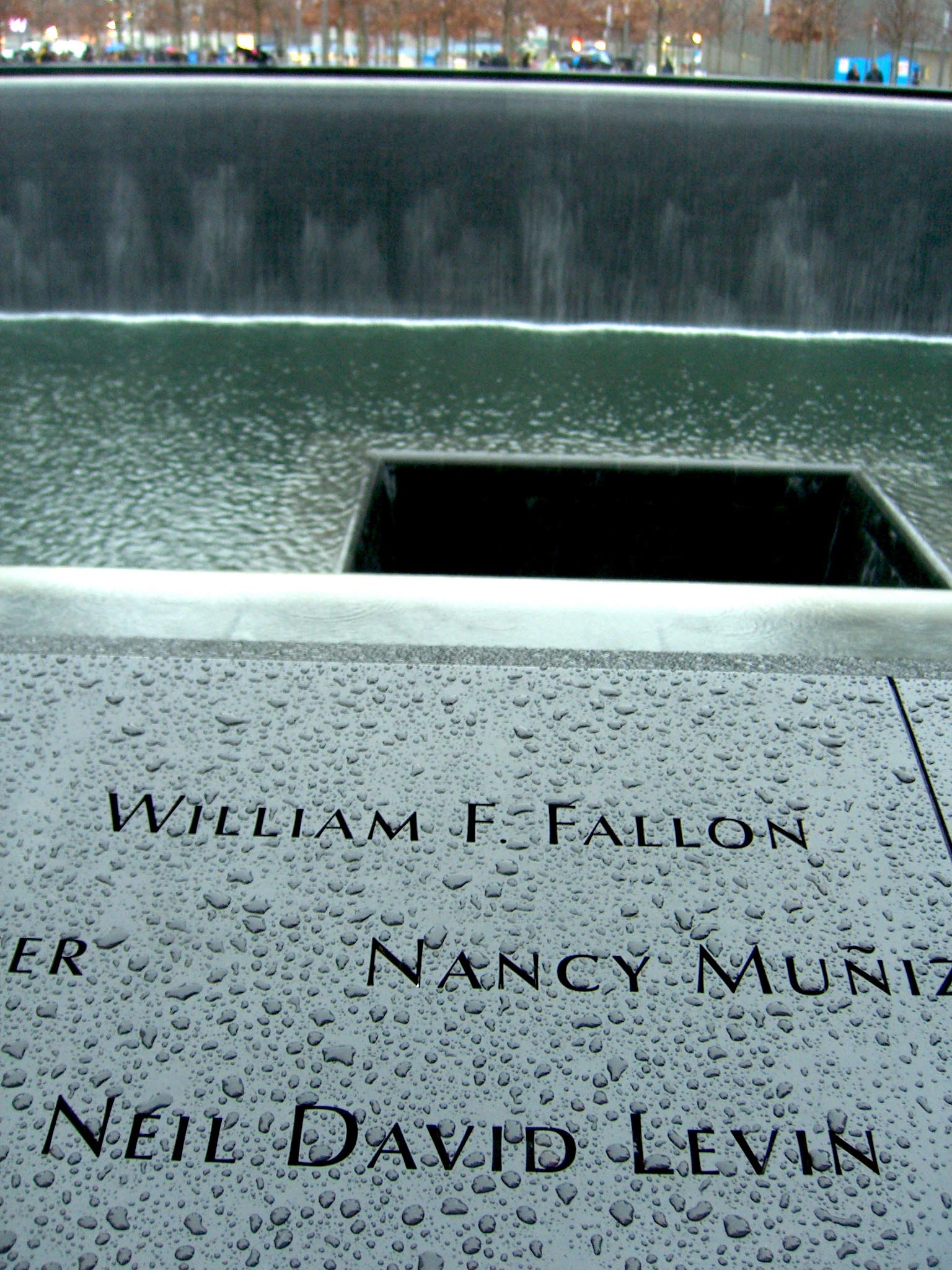
El nombre de Levin se encuentra en el panel N-65 de la piscina norte del National September 11 Memorial & Museum.

Neil David Levin (Nueva York, 16 de septiembre de 1954 - ibíd., 11 de septiembre de 2001) era el director ejecutivo de la Autoridad Portuaria de Nueva York y Nueva Jersey. Murió durante los Atentados del 11 de septiembre de 2001 en el World Trade Center, cinco días antes de su cuadragésimo séptimo cumpleaños.

## Carrera
Levin era un empresario y líder político del Estado de Nueva York. Fue asistente del exsenador de Estados Unidos, Al D' Amato y del comité bancario del senado en Washington en la década de 1980. Más tarde, se trasladó a Nueva York para convertirse en vicepresidente de Goldman Sachs. Obtuvo un grado en bachillerato en el Lafayette College, un título de maestría en la Universidad de Long Island y un grado en leyes en la Universidad de Hofstra.
Pasó siete años como presidente de la Federal Home Loan Bank de Nueva York. Fue miembro del consejo de administración de Farmer Mac y miembro del comité asesor de Freddie Mac. Fue miembro del Council on Foreign Relations y administrador en la Universidad de Hofstra.
En 1995, Levin fue nombrado superintendente de bancos del estado por George Pataki. En este papel, Levin fue el regulador de departamentos de bancos del estado, jefe del departamento de banca y presidente de la junta bancaria del estado. En 1997, Pataki nombró a Levin superintendente de seguros, convirtiéndose en el principal regulador de seguros del estado. Pataki también lo nombró presidente de la comisión sobre recuperación de bienes de las víctimas del holocausto, que dispuso la devolución de bienes a las familias de Nueva York.
A principios de 2001, Pataki y el gobernador de Nueva York en aquella época, Donald DiFrancesco, nombraron a Levin director ejecutivo de la autoridad portuaria. En el desempeño de ese cargo fue director general de la agencia que dirige el World Trade Center y varios puentes y túneles de la ciudad de Nueva York. Levin desempeñó ese cargo durante cinco meses hasta su muerte.

## Vida personal y legado
Levin se casó con la periodista Christy Ferer. Ferer ha sido nombrada como miembro de la junta de comisionados de la autoridad portuaria por Pataki.
Pataki anunció que la escuela número 65 en la Universidad Estatal de Nueva York ha sido nombrado como Instituto Neil D. Levin de relaciones internacionales y comercio.
En el National September 11 Memorial & Museum, Levin se encuentra memorializado en el panel N-65 de la piscina norte.